# Claude Confortès
Claude Confortès (Saint-Maur-des-Fossés, 28 de febrero de 1928 - Bry-sur-Marne, 15 de junio de 2016) fue un director y actor teatral y cinematográfico francés.

## Biografía
Nacido en Saint-Maur-des-Fossés, Francia, inició su carrera en el Teatro Nacional Popular bajo la dirección de Jean Vilar. Fue en esa época ayudante de Peter Brook.
También fue dramaturgo, autor de la pieza Le Marathon (Éditions Gallimard), traducida a 30 idiomas y representada en numerosos países. Fue además un pionero de la adaptación a la escena de las historietas dibujadas. En 1968 adaptó los dibujos de Georges Wolinski y llevó a escena la pieza Je ne veux pas mourir idiot, que consiguió un gran éxito de público. Continuando con su colaboración con Wolinski, ambos escribieron Je ne pense qu'à ça, obra representada en el Théâtre Gramont, también con gran éxito de público. Varios años más tarde, en 1975, siempre con Georges Wolinski, escribieron Le roi des cons, pieza llevada a escena en el Théâtre de la Gaîté-Montparnasse.
También escribió, adaptó, interpretó y dirigió numerosas piezas teatrales, además de dirigir una compañía propia. Destacó su adaptación al escenario y a la pantalla de la obra Vive les femmes ! a partir de las historietas de Jean-Marc Reiser.
Claude Confortès falleció el 15 de junio de 2016 en Bry-sur-Marne, Francia. Tenía 88 años de edad.

## Teatro

### Autor
- 1957 : Le Mystère du trèfle à trois feuilles
- 1958 : Le Gisant
- 1967 : Les Amours de la marchande d'épices
- 1968 : Je ne veux pas mourir idiot
- 1969 : Je ne pense qu'à ça
- 1979 : C'est l'an 2000 ! C'est merveilleux !
- 1972 : Le Marathon
- 1975 : La Tribu d'argile
- 1975 : Le Roi des cons
- 1980 : Le Gâteau aux myrtilles
- 1982 : Le Prisonnier Vaniek est vivant
- 1984 : Les Argileux
- 1989 : L'Innocentement
- 1992 : Les Olympiennes
- 1992 : Vive les femmes, con Jean-Marc Reiser
- 1996 : Les Mille Commissions de l'Europe céleste
- 1998 : Amour 2041
- 1998 : La Plaie - Dialogue d'un homme avec sa plaie
- 2000 : Déshonorons la guerre
- 2002 : Le Respect du public (Conferencia)
- 2006 : Louise
- 2010 : De théâtre et d'eau fraîche

### Actor
- 1956 : El avaro, de Molière, escenografía de Jean Vilar, Teatro Nacional Popular
- 1961 : La Paz, de Aristófanes, escenografía de Jean Vilar, Teatro Nacional Popular y Teatro Nacional de Chaillot
- 1962 : El avaro, de Molière, escenografía de Jean Vilar, Teatro Nacional Popular, Teatro Nacional de Chaillot, Festival de Aviñón
- 1964 : Le Mariage, de Witold Gombrowicz, escenografía de Jorge Lavelli, Théâtre Récamier
- 1965 : Pourquoi pas Vamos, de Georges Conchon, escenografía de Jean Mercure, Théâtre Édouard VII
- 1967 : Les Bouquinistes, de Antoine Tudal, escenografía de Claude Confortès, Théâtre Hébertot
- 1968 : Je ne veux pas mourir idiot, de Georges Wolinski, escenografía de Claude Confortès, Théâtre Verlaine
- 1974 : Le Marathon, de Claude Confortès, escenografía del autor, Théâtre de la Commune
- 1974 : Madras, la nuit où..., de Eduardo Manet, escenografía de Claude Confortès, Festival de Aviñón

### Director
- 1966 : Les Bouquinistes, de Antoine Tudal, Théâtre Récamier
- 1967 : Les Bouquinistes, de Antoine Tudal, Théâtre Hébertot
- 1968 : Je ne veux pas mourir idiot, de Georges Wolinski, Théâtre Verlaine
- 1969 : Je ne pense qu'à ça, de Georges Wolinski y Claude Confortes, Théâtre Gramont
- 1974 : Le Marathon, de Claude Confortès, Théâtre de la Commune, Comédie des Alpes, Théâtre Mobile de la Maison de la Culture de Grenoble
- 1974 : Madras, la nuit où..., de Eduardo Manet, Festival de Aviñón
- 1975 : Le Roi des cons, de Georges Wolinski, Théâtre de la Gaîté-Montparnasse
- 1978 : Pas un navire à l'horizon, de Henri Mitton, La Cour des Miracles
- 1979 : Contes y Exercices de conversation et de diction françaises pour étudiants américains, de Eugène Ionesco, Théâtre Daniel Sorano Vincennes
- 1980 : Contes y Exercices de conversation et de diction françaises pour étudiants américains, de Eugène Ionesco, Théâtre de la Potinière
- 1981 : La Tour de la Défense, de Copi, Théâtre Fontaine
- 1982 : Vive les femmes !, de Jean-Marc Reiser, Théâtre de la Gaîté-Montparnasse y Théâtre Fontaine
- 1997 : L'Hiver sous la table, de Roland Topor, Comédie-Française
- 2002 : Les Conquérantes, de Gérard Bagardie, Théâtre Rive Gauche
- 2004 : Lettre d'amour, de Fernando Arrabal, Théâtre du Rond-Point
- 2015 : Je ne veux pas mourir idiot, de Georges Wolinski, Théâtre Déjazet

### Obra musical
- 1977 : Le Lien, oratorio, música de Laurent Petitgirard

### Adaptaciones
- 1954 : Ruzzante revient de guerre, a partir de Ruzzante
- 1958 : La Princesse Turandot, a partir de Carlo Gozzi
- 1963 : Léna ou la châtelaine, a partir de Léa Goldberg
- 1972 : Gaspard, a partir de Peter Handke
- 1979 : Contes, a partir de Eugène Ionesco
- 1979 : Exercices de conversation et de diction française pour étudiants américains, a partir de Eugène Ionesco
- 1982 : Vive les femmes, a partir de Jean-Marc Reiser

## Filmografía

### Director
- 1981 : Le Roi des cons, con Francis Perrin
- 1984 : Vive les femmes !, con Catherine Leprince, Maurice Risch y Roland Giraud
- 1986 : Paulette, la pauvre petite milliardaire, con Catherine Leprince

### Actor
- 1959 : Julie la rousse, de Claude Boissol, con Daniel Gélin
- 1960 : Zazie dans le métro, de Louis Malle, con Philippe Noiret
- 1962 : La Guerre des boutons, de Yves Robert, con Jacques Dufilho
- 1963 : Le Chevalier de Maison-Rouge, de Claude Barma
- 1964 : Gaspard des montagnes (TV), de Jean-Pierre Decourt
- 1964 : Behold a Pale Horse, de Fred Zinnemann, con Gregory Peck
- 1964 : La Chance et l'amour, de Claude Berri, con Bernard Blier
- 1964 : 325 000 francs, de Jean Prat, con Roger Vaillant
- 1964 : Lucky Jo, de Michel Deville, con Eddie Constantine
- 1964 : Les Cinq Dernières Minutes (TV), episodio Fenêtre sur jardin, de Claude Loursais
- 1965 : Le Théâtre de la jeunesse (TV) : Sans-souci ou Le Chef-d'œuvre de Vaucanson, de Albert Husson, dirección de Jean-Pierre Decourt
- 1967 : Lagardère (TV), de Jean-Pierre Decourt
- 1967 : Les Cinq Dernières Minutes (TV), episodio Voies de faits, de Jean-Pierre Decourt
- 1968 : Les Compagnons de Baal (TV), de Pierre Prévert
- 1969 : Les Patates, de Claude Autant-Lara, con Pierre Perret
- 1970 : Le Cinéma de papa, de Claude Berri, con Yves Robert
- 1970 : Les Choses de la vie, de Claude Sautet, con Romy Schneider
- 1970 : Nous n'irons plus au bois, de Georges Dumoulin
- 1972 : Les Six Hommes en question (TV), de Abder Isker
- 1972 : Aimez-vous les uns les autres... mais pas trop, de Daniel Moosmann
- 1974 : Les Cinq Dernières Minutes (TV), de Claude Loursais, episodio Rouges sont les vendanges
- 1975 : Laberinto, cortometraje de Carlos Velo
- 1977 : Diabolo menthe, de Diane Kurys con Yves Rénier
- 1984 : Vive les femmes !, de Claude Confortès, con Catherine Leprince
- 1986 : Cinématon n.º 854, de Gérard Courant
- 1986 : Paulette, la pauvre petite milliardaire, de Claude Confortès, con Catherine Leprince
- 1986 : 37°2 le matin, de Jean-Jacques Beineix, con Jean-Hugues Anglade y Béatrice Dalle
- 1990 : Le Dénommé, de Jean-Claude Dague, con Philippe Léotard
- 1993 : Pas d'amour sans amour !, de Évelyne Dress, con Patrick Chesnais
- 1997 : Amours décolorées, de Gérard Courant, con Philippe Sollers

### Ayudante de dirección
- 1966 : Le Vieil Homme et l'Enfant, de Claude Berri
- 1968 : Mazel Tov ou le Mariage, de Claude Berri